# Prowincja Attapu
Attapu (laot. ອັດຕະປື) – prowincja Laosu, znajdująca się w południowo-wschodniej części kraju. Prowincja graniczy od wschodu z Wietnamem, a od południa z Kambodżą.

## Podział administracyjny

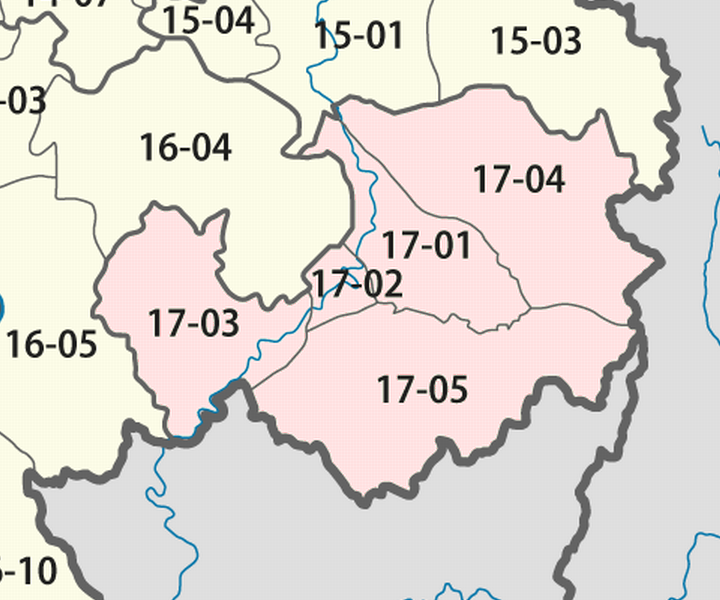
Dyskrykty prowincji Attapu

Prowincja Attapu dzieli się na pięć dystryktów:
1. Phouvong (17-05)
2. Samakkhixay (17-02)
3. Sanamxay (17-03)
4. Sanxay (17-04)
5. Xaysetha (17-01).